# 藤原実清
藤原 実清（ふじわら の さねきよ）は、平安時代後期の公卿。

## 略歴
仁平元年（1151年）叙爵され、仁平3年（1153年）に越前守に任じられて以来、各国守や左兵衛権佐を歴任する。また応保元年（1161年）からは八条院別当を務めた。安元3年（1177年）内蔵頭を経て同治承元年には従三位に上り公卿に列する。治承5年（1181年）大宰大弐となり、寿永2年（1182年）正三位となったものの、同年の源義仲による院近臣らの大量解官の際に実清もその対象となった。寿永3年（1184年）元の職に復帰したものの、病を得て辞官出家し、翌元暦2年（1185年）死去した。妻の愷子（丹波局）は実清と同じく八条院に仕えた後、後鳥羽天皇の乳母を務めている。

## 官歴
※出典の明示がないものはいずれも『公卿補任』治承元年条による。
- 時期不明：美福門院判官代
- 仁平元年（1151年）1月10日：蔵人、1月25日：従五位下
- 仁平3年（1153年）4月6日：越前守
- 保元元年（1156年）9月17日：左兵衛権佐（越前守如元）
- 保元2年（1157年）10月22日：従五位上
- 保元4年（1159年）1月6日：正五位下
- 永暦元年（1160年）4月7日：丹後守（左兵衛権佐如元）、12月29日：止丹後守
- 応保元年（1161年）9月15日：近江守（左兵衛権佐如元）、12月16日：八条院判官代、12月26日：八条院別当[7]
- 応保2年（1162年）1月10日：従四位下
- 仁安元年（1166年）8月27日：止近江守、12月14日：従四位上
- 仁安3年（1168年）1月6日：正四位下
- 安元3年（1177年）1月24日：内蔵頭、治承元年11月12日：従三位
- 治承5年（1181年）4月9日：大宰大弐[5]
- 寿永2年（1182年）1月5日：正三位、11月28日：解官[6]
- 寿永3年（1184年）3月27日：還任大宰大弐、元暦元年12月21日：出家[1]

## 系譜
- 父：藤原長輔（1104-1156）
- 母：藤原清隆の娘
- 妻：高階愷子 - 高階清章の娘
- 生母不明の子女
  - 男子：藤原長経
  - 男子：藤原清季
  - 男子：藤原長清
  - 女子：源通資室